# هاديزاتو ماني
هاديزاتو ماني (بالفرنسية: Hadizatou Mani)‏ (1984 -) هي ناشطة في مجال حقوق الإنسان في النيجر ولقد كافحت وحاربت من أجل أن تحرر نفسها من العبودية في المحاكم.

## حياتها
ولدت ماني في عام 1984 في النيجر. عندما كانت في سن الثانية تم بيعها في سوق العبيد مقابل 500 دولار، مع أن الرق غير شرعي في النيجر. أجبرت على العمل منذ عام 2003 وكان لديها ثلاثة أطفال من سيدها. قال سيدها أنها كانت زوجته وليست عبدة له. ونتيجة لذلك، وجهت لها أصابع الاتهام في الجمع بين رجلين عندما تزوجت رجل آخر. وقد أرسلت ماني إلى السجن لمدة ستة أشهر ولكن تشجعت عندما أصدر المحكمة بيان الاستئناف لقضيتها.
بعد أن لجأت للمحاكم لإلغاء قناعتها أعطيت 20,000 دولار بعد الأضرار التي حصلت لها وبعد ذلك في عام 2009 كرمت بجائزة نساء الشجاعة الدولية  ولقد صنفت في قائمة مجلة تايم لعام 2009 لأكثر 100 شخص تأثيراً في العالم.